# Orlando Piani
Orlando Piani (24 de marzo de 1893-16 de octubre de 1975) fue un deportista italiano que compitió en ciclismo en la modalidad de pista. Ganó una medalla de bronce en el Campeonato Mundial de Ciclismo en Pista de 1930, en la prueba de velocidad individual.

## Medallero internacional
| Campeonato Mundial | Campeonato Mundial | Campeonato Mundial | Campeonato Mundial       |
| Año                | Lugar              | Medalla            | Competición              |
| ------------------ | ------------------ | ------------------ | ------------------------ |
| 1930               | Bruselas (Bélgica) | Medalla de bronce  | Velocidad individual (P) |